# Cantó de Marolles-les-Braults
El cantó de Marolles-les-Braults és un cantó francès del departament de Sarthe, situat al districte de Mamers. Té 17 municipis i el cap es Marolles-les-Braults.

## Municipis
- Avesnes-en-Saosnois
- Congé-sur-Orne
- Courgains
- Dangeul
- Dissé-sous-Ballon
- Lucé-sous-Ballon
- Marolles-les-Braults
- Meurcé
- Mézières-sur-Ponthouin
- Moncé-en-Saosnois
- Monhoudou
- Nauvay
- Nouans
- Peray
- René
- Saint-Aignan
- Thoigné

## Història
| Data d'elecció                           | Identitat              | Partit                                            | Qualitat |
| ---------------------------------------- | ---------------------- | ------------------------------------------------- | -------- |
| 1945-1955                                | Auguste Dreux          | RPF, després RS                                   |          |
| 1955-1973                                | Maurice Royer          | RI                                                |          |
| 1973-2004                                | Pierre-Étienne Gascher | Divers gauche, després RPR, després Divers droite |          |
| 2004-                                    | Nicole Agasse          | UMP                                               |          |
| les dades anteriors no són pas conegudes |                        |                                                   |          |
|                                          |                        |                                                   |          |

## Demografia
| A partir de 1990: Població sense dobles comptes |